# Rano nizozemsko slikarstvo
Rano nizozemsko slikarstvo je naziv za slikarsku produkciju Nizozemaca na prostorima Flandrije u Belgiji i Nizozemske u 15. stoljeću. Ovi slikari su u gotički naturalizam unijeli krajnji realizam pojedinosti, tako da su likovi na njihovim djelima slikani s detaljnim osobinama naravi. To su uspjeli prije svega svojim otkrićem uljenih boja koje će Leonardo raširiti na jugu. Najznačajniji su bili tzv. flamanski umjetnici: braća Hubert i Jan van Eyck, Hans Memling i Rogier van der Weyden.

## Povijest
U 15. st. kada u Italiji rana renesansa uzima maha i umjetnost se budi i vraća čovjeku, na sjeveru se razvija slikarstvo neslućena sjaja. Nije slučajno da se to odigralo baš u nizozemskim krajevima gdje se razvila silna trgovina, nastanilo blagostanje i bogatstvo, a građanstvo želi produbiti i obogatiti svoje nazore i predodžbe o svijetu. 
No, postoje neke očite razlike u ovim pokretima koji se ipak odvojeno javljaju kod Talijana i Nizozemaca. kod Nizozemaca to nije buđenje nekad slavne prošlosti koju je Italija imala u umjetničkoj ostavštini. Talijanima je umjetnost stvar najšire javnosti, kneževskih dvora, gradskih općina i države dok je na sjeveru ona stvar crkve, kao i u srednjem vijeku, te postaje predmetom privatnih domova gdje se ne nameće masama, nego pojedincima kao svojim promatračima. Sama klima je različita, u Italiji ona ljude zgrće na ceste i trg, kao nekoć u Rimu i Ateni, dok ih na sjeveru goni u kuću. Tako se javljaju i različiti odnosi prema umjetničkoj formi. Bez života i prirode koja ushićuje umjetnika, on s pažnjom upravlja svoj pogled na svaki kutić svoje okoline. Iz toga se na sjeveru razvio smisao za sve pojedinačno, fantastično, za neobične sitne poteze i obilježja, za osobno i intimno, čega na jugu nema. Javlja se umjetnost realističkog kolorizma, točne reprodukcije viđenoga, u čemu jug zaostaje. 
Zato su koncem 15. st. nizozemski slikari u izvođenju svoje specijalne tehnike daleko nadmašili talijanske, premda su ovi do tog doba izgradili pravo umjetničko carstvo. Zbog toga su djela ove umjetnosti znatno utjecala na čitav način slikarstva u Firenci i Veneciji.

## Djela
Prva, a možda i presudna, faza slikarske revolucije na sjeveru jeste pojava jednog umjetnika čije ime nije poznato - vjerojatno Robert Campin. Prema fragmentima velikog oltara u Flemalleu danas ga zovu Majstor iz Flémallea. Među njegova najbolja djela spada oltar Merode (oko 1425.) Tu po prvi puta imamo osjećaj da stvarno gledamo kroz drvenu ploču u prostorni svijet koji ima: neograničenu dubinu, stabilnost, povezanost i potpunost. Vrlo važna osobina ove slike je upotreba ulja za miješanje boja koje Majstor iz Flémallea među prvima koristi.
Hubert van Eyck (oko 1366. – 1422.)  i njegov mlađi brat Jan van Eyck (oko 1386. – 1441.) su započeli umjetničku povijest Nizozemske. O Hubertu se malo zna, skoro ništa, ali pripisuje mu se koncepcija i stariji dio Gentskog oltara. Na ovom djelu, u okviru tzv. sjevernjačkog slikarstva i njegove srednjovjekovne sakralne sheme, javlja se po prvi put niz novih suvremenih motiva i tema. Čitav apokaliptički prizor kao kompozicija smješten je u prirodni ambijent, u slobodan pejzaž, koji je dat minuciozno, gotovo pendantno veristički. Adam i Eva koji se nalaze na krajevima ovog sklopivog oltara su prva dva akta u okviru sjevernoeuropske slikarske tematike, a nastala su gotovo u isto vrijeme kad i Masacciovi aktovi „praroditelja” u firentinskoj crkvi Sta Maria del Camine. Oba akta pružaju primjer dotada nedostignutog savršenstva u slikanju golih tijela.
Slika Jana van Eycka Giovanni Arnolfini sa ženom (1434.) je najvještije djelo svoga doba. Slika je zapravo dokument vjenčanja s potpisom slikara kao svjedoka (Johanes de Eyck fuit hic 1434). Kompozicija je statična, sve je pregledno, stvari postoje kao plastični samostalni oblici, razmješteni u zatvorenom praznom prostoru.
Nagli razvoj nizozemskog slikarstva u 15. st. logična je posljedica stvaralačkog djelovanja van Eycka, pod čijim su se utjecajem razvili Hugo van der Goes, P. Christus, D. Bouts i dr. Njihov je realizam dao znatne pobude slikarstvu srednje Europe i Italije.
Braći van Eyck pridružuje se Rogier van der Weyden iz Tournaia. On zastupa dramatsko-patetični smjer, naime, važnije mu je prikazivanje ljudskih osjećaja od lirkog. Najpoznatije djelo mu je središnji dio trokrilnog oltara koji predstavlja Skidanje s križa (oko 1440.). Oporo grandiozne linije, s osobito potresnom paralelom tijela Isusa i onesviještene Bogorodice, su osobito značajne za monumentalnu snagu kompozicije. Njima se stvara određena mirnoća u slici koja je savršeno usklađena s dramatikom “kazališne scene”. Tako je sve istovremeno i uzbuđeno i mirno.
Utjecaj Rogiera van der Weydena je prevladavao u Europskom slikarstvu gotovo svuda osim Italije do kraja stoljeća. Kao njegov učenik se spominje Hugo van der Goes. Njegovo najpoznatije djelo je Poklonstvo pastira, temperamentno realističko djelo gdje su pastiri prikazani kao prave preteče nizozemskih seljaka. Naime, utjecaj Jana van Eycka je najvidljiviji onda, kad prizore iz biblijske povijesti nastoji oživjeti detaljima i likovima iz svakidašnje flandrijske okoline.
S ovim umjetnicima započinje umjetnička povijest Nizozemaca koja je zablistala i obogatila svjetsku umjetnost.

## Popis umjetnika
- Dirk Bouts (oko 1400./1415. – 1475.)
- Hieronymus Bosch (oko 1450. – 1516.)
- Robert Campin, poznat i kao Majstor iz Flemallea (1378. – 1444.)
- Petrus Christus (oko 1410./1420. – 1475./1476.)
- Jacques Daret (oko 1404. – 1470.)
- Gerard David  (oko 1455. – 1523.)
- Barthélemy d'Eyck (oko 1420. – 1470.)
- Hubert van Eyck (oko 1366. – 1426.)
- Jan van Eyck (oko 1385. – 1441.)
- Jean Fouquet (oko 1420. – 1481.) - djelovao u Italiji i Francuskoj.
- Juan de Flandes (oko 1460.-c.1519.) - rođen u Flandriji, ali aktivan u Španjolskoj.
- Hugo van der Goes  (1440. – 1482.)
- Jan Joest van Calcar (oko 1450. – 1519.)
- Joos van Wassenhove znan i kao Justus od Ghenta (oko 1410. – 1480.)
- Braća Limbourg (1385. – 1416.)
- Majstor legende o Svetoj Luciji (1480. – 1510.)
- Majstor brokatnog Foliage (aktivan oko 1480. – 1510.)
- Simon Marmion (oko 1425. – 1489.)
- Hans Memling (oko 1430. – 1494.)
- Majstor iz Moulinsa (activan od 1480. – 1500.) - ponekad znan i kao Jean Hey
- Albert van Ouwater (1444. – 1515.)
- Geertgen tot Sint Jans (oko 1460. – 1490.)
- Rogier van der Weyden (oko 1400. – 1464.)

## Poveznice
- Gotika
- Rana renesansa
- Flandrija

## Vanjske poveznice
- Early Flemish Altarpieces - Virtualni posjet na Web Gallery of Art.
- Flemish artists in Italy  Arhivirana inačica izvorne stranice od 5. srpnja 2010. (Wayback Machine) - Rana nizozemske slike za talijanske mecene u 15 st.